# Esther Szekeres
Esther Szekeres   (Budapest, 20 de febrer de 1910 - Adelaida, 28 d'agost de 2005) va ser una matemàtica australiano-hongaresa.

## Biografia
Filla d'Ignaz Klein, Esther Klein va néixer en el sí d'una família jueva a Budapest, al Regne d'Hongria l'any 1910. Com a jove estudiant de física a Budapest, Klein va ser membre d'un grup de matemàtics hongaresos, entre els quals Paul Erdős, George Szekeres i Pál Turán que van resoldre interessants problemes matemàtics.
L'any 1933, Klein va proposar al grup un problema de combinatòria que Erdős va anomenar el problema de final feliç ja que el seu plantejament va acabar amb el seu matrimoni amb George Szekeres l'any 1937, amb qui va tenir dos fills.
Seguint l'esclat de la Segona Guerra Mundial, Esther i George Szekeres van emigrar a Austràlia després de passar diversos anys a Hongkew, una comunitat de refugiats ubicat a Xangai, a la Xina. A Austràlia, al principi, van compartir un apartament a Adelaida amb Márta Svéd, una antiga amiga de l'escola de Szekeres, abans de traslladar-se a Sydney l'any 1964.
A Sydney, Esther va donar classes a la Universitat de Macquarie i va estar implicada activament en l'enriquiment matemàtic dels estudiants d'institut. L'any 1984, va cofundar un a trobada de formació matemàtica setmanal que s'ha expandit des de llavors a un programa d'uns 30 grups que segueixen trobant-se setmanalment i que són una font d'inspiració per estudiants d'institut pertot arreu d'Austràlia i de Nova Zelanda.
L'any 2004, ella i George es van tornar a mudar a Adelaida, on, el 28 d'agost de 2005, ella i el seu marit van morir amb una hora de diferència.

## Reconeixement
L'any 1990, la Universitat de Macquarie va concedir a Szekeres un doctorat honorari. L'any 1993, va guanyar el Premi BH Neumann de la Fundació Matemàtica Australiana.